# Tunnel Wersten
Der Tunnel Wersten oder auch Werstener Tunnel ist ein zweiröhriger Autobahntunnel an der A 46 im Stadtteil Wersten der nordrhein-westfälischen Landeshauptstadt Düsseldorf. Der Tunnel hat eine Länge von 865 m. Er ist komplett dreistreifig pro Röhre ausgebaut sowie in jeder Röhre jeweils mit einem Standstreifen ausgestattet. Ähnlich wie beim nahe gelegenen Universitätstunnel wurde der Tunnel als Lärmschutztunnel Mitte der 1980er Jahre errichtet. Besonders an dem Tunnel ist, dass die Autobahn-Anschlussstelle Düsseldorf-Wersten teilweise im Tunnel liegt. Aus Fahrtrichtung Wuppertal in Richtung Düsseldorf-Innenstadt sowie aus Richtung Wersten in Richtung Wuppertal verläuft die Ab- bzw. Ausfahrt zum Teil im Tunnel. Oberhalb des Tunnels befindet sich eine Art Parkanlage. Die Tunnelhöhe beträgt 4,85 m, die Breite pro Röhre jeweils 16,85 m.
Die zulässige Höchstgeschwindigkeit beträgt 80 km/h. Der Tunnel wird täglich von knapp 99.600 Fahrzeugen (davon Schwerlastanteil: 11,4 %) durchfahren (Stand: Verkehrszählung 2015), womit er zu den am stärksten befahrenen Tunneln in NRW gehört.
Der Tunnel Wersten wurde bis 2015 umfassend saniert, um auch diesen Tunnel an die Sicherheitsstandards der RABT (Richtlinien für die Ausstattung und den Betrieb von Straßentunneln) 2006 anzupassen.